# Europa Universalis II
Europa Universalis II (EU2) es un videojuego de estrategia en tiempo real pausable, desarrollado por Paradox Development Studio. En él, el jugador debe dirigir el destino de un país durante la Edad Moderna, en concreto, entre los años 1419 y 1820.
El juego permite determinar con gran libertad, aunque dentro de ciertos límites históricos, el desarrollo político, económico, comercial, tecnológico, diplomático, militar y religioso del país seleccionado, todo ello sobre un mapamundi de más de mil quinientas provincias. Otro de los fenómenos que el juego permite emular, y su característica quizá más interesante por su originalidad y realismo, es la exploración y colonización del planeta durante la Era de los Descubrimientos.
EU2 fue lanzado, en primer lugar, al mercado estadounidense, en diciembre de 2001, y rápidamente se convirtió en un éxito de crítica y público, siendo elegido por el sitio web de reseñas y noticias sobre videojuegos IGN Entertainment como el mejor juego de estrategia del año 2001.
En cuanto a su jugabilidad, el videojuego mantiene el motor y el estilo de la primera entrega de la serie, aunque con notables mejoras que lo convirtieron en una referencia del género. Una de las más destacables es la posibilidad de jugar con cualquier nación del mundo, y no sólo con las grandes potencias europeas de la época, si bien, en general, continúan siendo éstas las recreadas con mayor detalle.
Existe una versión del juego llamada Europa Univesalis II: Asia Chapters, desarrollada para los mercados asiáticos por Typhoon Games y distribuida originariamente por MediaQuest, con nuevos escenarios centrados en la historia de Asia, incluyendo un mapa más detallado de la región.
EU2 fue muy popular en la comunidad de modding, lo que llevó al lanzamiento en noviembre de 2009, con el nombre de For the Glory: A Europa Universalis Game, de un stand-alone basado en el juego original y el sobresaliente mod AGCEEP. Este nuevo videojuego, desarrollado por Crystal Empire Games y distribuido inicialmente por Paradox Interactive, incorpora al original una base de datos más minuciosa y un catálogo de eventos históricos mucho más amplio, además de mejoras en la interfaz, los gráficos y algunos procesos.